# Кабарьо
Кабарьо́ (фр. Cabariot) — коммуна во Франции, находится в регионе Пуату — Шаранта. Департамент коммуны — Шаранта Приморская. Входит в состав кантона Тонне-Шарант. Округ коммуны — Рошфор.
Код INSEE коммуны — 17075.

## Население
Население коммуны на 2010 год составляло 1307 человек.
| 1962 | 1968 | 1975 | 1982 | 1990 | 1999 | 2010 |
| ---- | ---- | ---- | ---- | ---- | ---- | ---- |
| 872  | 881  | 921  | 894  | 1087 | 1080 | 1307 |